# Anna Sztejner
Anna Sztejner-Pierczyńska (ur. 10 stycznia 1972) – polska aktorka musicalowa, teatralna i dubbingowa.

## Życiorys
Absolwentka Państwowego Studium Wokalno-Aktorskiego im. D. Baduszkowej przy Teatrze Muzycznym w Gdyni. Od 2001 aktorka Teatru Muzycznego Roma w Warszawie. W latach 1992–2001 występowała w Teatrze Muzycznym w Gdyni i zagrała m.in. role musicalowe: Hudel w Skrzypku na dachu (Hudel), Eponinę w Les Misérables i Marię Magdalenę w Jesus Christ Superstar.
Wystąpiła gościnnie w serialach telewizyjnych Niania i Kryminalni.

## Teatr Muzyczny „Roma” w Warszawie

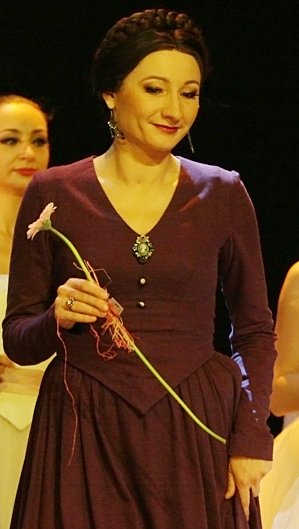
Sztejner-Pierczyńska jako madame Giry w musicalu Upiór w operze (2008)

- 2000: „Miss Saigon” (reż. W. Kępczyński) jako Gigi;
- 2002: „Grease” (reż. W. Kępczyński) jako Betty Rizzo;
- 2003: „Musicale, ach te musicale...” – jubileusz w Teatrze Muzycznym Roma;
- 2004: „Koty” (reż. W. Kępczyński) jako Bombalurina oraz Galaretka;
- 2005: „Taniec wampirów” (reż. C. Baltus) – zespół wokalny;
- 2007: „Akademia pana Kleksa” (reż. W. Kępczyński) – zespół wokalny;
- 2008: „Upiór w operze” (reż. W. Kępczyński) jako madame Giry;
- 2008: Koncert „Najlepsze z Romy” w ramach Festiwalu Teatrów Muzycznych w Gdyni (22 kwietnia 2008);
- 2010: „Les Misérables” (reż. W. Kępczyński) jako madame Thenardier i zespół wokalny;
- 2012: „Deszczowa piosenka” (reż. W. Kępczyński) jako Miss Dinsmore, Dora Bailey i zespół wokalny;
- 2015: „Mamma Mia!” (reż. W. Kępczyński) jako Donna Sheridan i zespół wokalny.

## Filmografia
- 2005: Kryminalni – ekspedientka (odc. 23)[1]
- 2009: Niania – członkini chóru (odc. 130)[1]

## Role dubbingowe
- 2023: Wyfrunięci - Ćmok
- 2020: Sonic. Szybki jak błyskawica
- 2015: Wiedźmin 3: Dziki Gon –
  - Marabella,
  - Świszcząca Zocha
- 2015: Miraculum: Biedronka i Czarny Kot – Nathalie Sancoeur
- 2015: Żółwik Sammy i spółka – Koralia
- 2015: Alicja – dziewczyna Wszechświat – Karolina (orig. Masha)
- 2014: Misja Lanfeusta – Murne
- 2013: Sabrina, sekrety nastoletniej czarownicy – Enchantra
- 2012: The Elder Scrolls V: Skyrim – Dragonborn –
  - Hjordis,
  - Finna,
  - Varona Nelas
- 2013–2018: Jej Wysokość Zosia –
  - Dżasmin,
  - Panna Oset,
  - Sprzedawczyni,
  - Anna, żona leśnika,
  - Opal,
  - Morgana,
  - Sfinks,
  - nauczycielka,
  - Ubetcha
- 2012: The Elder Scrolls V: Skyrim – Dawnguard – Ingjard
- 2011: The Elder Scrolls V: Skyrim –
  - Saffir,
  - Njada Kamiennoręka,
  - Grelka,
  - Tonilia,
  - Jora,
  - Gisli,
  - Temba Szeroka-Ręka,
  - Madena,
  - Beitild,
  - Hamal,
  - Anwen,
  - Wiedźmy
- 2011: Hop
- 2011: Wiedźmin 2: Zabójcy królów –
  - Wrona,
  - Falka,
  - Świszcząca Zocha
- 2010: Safari 3D
- 2010: Megamocny
- 2010: Connor Heath: Szpieg stażysta
- 2010: Heavy Rain – Grace Mars
- 2010: Ja w kapeli
- 2010: Alicja w Krainie Czarów
- 2010: Mass Effect 2 –
  - Miranda Lawson,
  - Kapitan Wasea
- 2009: Przygody K9 – Mama Jorije
- 2009: Infamous
- 2009: Dragon Age: Początek
- 2008: Mass Effect
- 2008: Wyprawa na Księżyc 3D – Mama Iloraza
- 2008: Camp Rock – Gwary
- 2008: High School Musical 3: Ostatnia klasa – Taylor
- 2008: Dzwoneczek – Minister Lata
- 2007: Zakręceni gliniarze – Fly
- 2007: Shrek Trzeci
- 2007: Zajączkowo
- 2007: Fineasz i Ferb – Stefa
- 2007: Most do Terabithii – Matka Leslie
- 2007: Barbie i magia tęczy – Jasnota
- 2007: Pada Shrek – Bibliotekarka
- 2006: Heroes of Might and Magic V: Kuźnia Przeznaczenia – Biara
- 2006: Szczypta magii
- 2006: High School Musical 2 – Taylor
- 2006: High School Musical – Taylor
- 2006: Pajęczyna Charlotty
- 2006: Skok przez płot
- 2006: Mokra bajeczka – Żaba
- 2005: Dalej, Diego!
- 2005: Pieskie życie – mama Clavina
- 2005: Strażackie opowieści – Burmistrz Daria Dymna
- 2005: Mali Einsteini – Łukasz
- 2005: Amerykański smok Jake Long –
  - Eugene,
  - Wychowawczyni Haley
- 2005: Czerwony Kapturek – prawdziwa historia – Lisica
- 2002–2006: Jimmy Neutron: mały geniusz – Libby
- 2002–2004: Fillmore na tropie – Mama Fillmore’a
- 2001: Przygody Timmy’ego – Timmy Turner
- 1999: Ed, Edd i Eddy – Jimmy (seria V)
- 1996: O czym szumią wierzby – Herbaciarka
- 1991–2004: Pełzaki – Chuckie